# Ronde van Polen 1998
De Ronde van Polen 1998 (Pools: Wyścig Dookoła Polski 1998) werd verreden van zondag 6 september tot en met zondag 13 september in Polen. Het was de 55ste editie van de rittenkoers, die in 2005 deel ging uitmaken van de UCI Europe Tour (categorie 2.1). De ronde telde acht etappes, en werd afgesloten met een individuele tijdrit over 30 kilometer. Titelverdediger was de Zwitser Rolf Järmann.

## Etappe-uitslagen

### 1e etappe
| Słupsk – Słupsk (189 km) |                      |                 |          |
| Plaats                   | Naam                 | Ploeg           | Tijd     |
| Winnaar                  | Zbigniew Spruch      | Mapei-Bricobi   | 4u19'14" |
| 2                        | Mirko Rossato        | Scrigno-Gaerne  | z.t.     |
| 3                        | Grzegorz Gronkiewicz | Mat Jelcz Dolny | z.t.     |

### 2e etappe
| Bytow – Inowroclaw (250 km) |                  |                        |          |
| Plaats                      | Naam             | Ploeg                  | Tijd     |
| Winnaar                     | Danilo Hondo     | Agro Adler-Brandenburg | 5u41'17" |
| 2                           | Piotr Wadecki    | Mróz                   | z.t.     |
| 3                           | Wilfried Peeters | Mapei-Bricobi          | z.t.     |

### 3e etappe
| Radziejów – Bełchatów (196 km) |                      |                           |          |
| Plaats                         | Naam                 | Ploeg                     | Tijd     |
| Winnaar                        | Slawomir Chrzanowski | Sprandi-Wulkan-Kol.Czesto | 4u37'32" |
| 2                              | Piotr Wadecki        | Mróz                      | z.t.     |
| 3                              | Marcin Sapa          | Poolse nationale ploeg    | z.t.     |

### 4e etappe
| Radomsko – Jastrzębie Zdrój (234 km) |                    |                  |          |
| Plaats                               | Naam               | Ploeg            | Tijd     |
| Winnaar                              | Artur Krzeszowiec  | Weltour-Katowice | 5u30'30" |
| 2                                    | Krzysztof Jeżowski | Legia-Roma-Warta | z.t.     |
| 3                                    | Zbigniew Spruch    | Mapei-Bricobi    | z.t.     |

### 5e etappe
| Wisła – Cieszyn (175 km) |                  |                 |          |
| Plaats                   | Naam             | Ploeg           | Tijd     |
| Winnaar                  | Sergei Ivanov    | TVM-Farm Frites | 4u15'36" |
| 2                        | Raimondas Rumšas | Mróz            | +01' 40" |
| 3                        | Davide Casarotto | Mapei-Bricobi   | +01' 52" |

### 6e etappe
| Bielsko-Biała – Zakopane (186 km) |                      |               |          |
| Plaats                            | Naam                 | Ploeg         | Tijd     |
| Winnaar                           | Aleksandr Vinokoerov | Casino        | 4u34'26" |
| 2                                 | Davide Casarotto     | Mapei-Bricobi | +00' 07" |
| 3                                 | Christophe Bassons   | Festina       | z.t.     |

### 7e etappe
| Rabka Zdrój – Wieliczka (174 km) |               |                 |          |
| Plaats                           | Naam          | Ploeg           | Tijd     |
| Winnaar                          | Jacky Durand  | Casino          | 4u42'18" |
| 2                                | Sergei Ivanov | TVM-Farm Frites | +00' 15" |
| 3                                | Biagio Conte  | Scrigno-Gaerne  | z.t.     |

### 8e etappe
| Wieliczka – Wieliczka (individuele tijdrit over 30 km) |                |                 |          |
| Plaats                                                 | Naam           | Ploeg           | Tijd     |
| Winnaar                                                | Sergei Ivanov  | TVM-Farm Frites | 0u38'42" |
| 2                                                      | Jacky Durand   | Casino          | +01' 07" |
| 3                                                      | Fabio Malbarti | Asics-CGA       | +01' 34" |

## Eindklassementen
| Plaats    | Naam                 | Ploeg                     | Tijd      |
| --------- | -------------------- | ------------------------- | --------- |
| Gele trui | Sergei Ivanov        | TVM-Farm Frites           | 34u21'25" |
| 2         | Jacky Durand         | Casino                    | +02' 26"  |
| 3         | Fabio Malberti       | Asics-CGA                 | +03' 10"  |
| 4         | Christophe Bassons   | Festina                   | +03' 22"  |
| 5         | Raimondas Rumšas     | Mróz                      | +03' 24"  |
| 6         | Dariusz Baranowski   | US Postal                 | +03' 47"  |
| 7         | Zbigniew Spruch      | Mapei-Bricobi             | +04' 05"  |
| 8         | Aleksandr Vinokoerov | Casino                    | +04' 35"  |
| 9         | Massimo Gimondi      | Amore & Vita              | +05' 34"  |
| 10        | Vladislav Borik      | Riso Scotti-MG Maglificio | +06' 06"  |

| Plaats     | Naam                 | Ploeg         | Punten |
| ---------- | -------------------- | ------------- | ------ |
| Witte trui | Zbigniew Spruch      | Mapei-Bricobi | 100    |
| 2          | Jacky Durand         | Casino        | 79     |
| 3          | Aleksandr Vinokoerov | Casino        | 74     |

| Plaats      | Naam                | Ploeg            | Punten |
| ----------- | ------------------- | ---------------- | ------ |
| Groene trui | Andrzej Sypytkowski | Mróz             | 48     |
| 2           | Rafał Kaźmierczak   | Mat Jelcz Dolnyk | 24     |
| 3           | Dariusz Baranowski  | US Postal        | 22     |

| Plaats    | Naam                | Ploeg            | Punten |
| --------- | ------------------- | ---------------- | ------ |
| Rode trui | Jacek Mickiewicz    | Mróz             | 18     |
| 2         | Artur Krzeszowiec   | Weltour-Katowice | 15     |
| 3         | Andrzej Sypytkowski | Mróz             | 11     |

| Plaats | Ploeg               | Tijd       |
| ------ | ------------------- | ---------- |
|        | Mróz                | 103u24'58" |
| 2      | Asics-CGA           | +18' 42"   |
| 3      | Cantina Tollo-Alexi | +36' 52"   |

Mannen: 1928 · 
1929 · 
1930-1932 · 
1933 · 
1934-1936 · 
1937 · 
1938 · 
1939 · 
1940-1946 · 
1947 · 
1948 · 
1949 · 
1950-1951 · 
1952 · 
1953 · 
1954 · 
1955 · 
1956 · 
1957 · 
1958 · 
1959 · 
1960 · 
1961 · 
1962 · 
1963 · 
1964 · 
1965 · 
1966 · 
1967 · 
1968 · 
1969 · 
1970 · 
1971 · 
1972 · 
1973 · 
1974 · 
1975 · 
1976 · 
1977 · 
1978 · 
1979 · 
1980 · 
1981 · 
1982 · 
1983 · 
1984 · 
1985 · 
1986 · 
1987 · 
1988 · 
1989 · 
1990 · 
1991 · 
1992 · 
1993 · 
1994 · 
1995 · 
1996 · 
1997 · 
1998 · 
1999 · 
2000 · 
2001 · 
2002 · 
2003 · 
2004 · 
2005 · 
2006 · 
2007 · 
2008 · 
2009 ·
2010 ·
2011 ·
2012 ·
2013 ·
2014 ·
2015 ·
2016 ·
2017 ·
2018 ·
2019 ·
2020 · 2021 · 2022 · 2023 · 2024
Vrouwen: 1998 · 1999 · 2000 · 2001 · 2002 · 2003 · 2004 · 2005 · 2006 · 2007 · 2008 · 2009-2015 · 2016 · 2017-2023 · 2024 · 2025